# The Devil’s Blood
The Devil’s Blood (в переводе с англ. — «Кровь дьявола») — голландская рок-группа. Её творчество было вдохновлено такими исполнителями, как Black Widow, Coven, Black Sabbath, а также многочисленными андеграундными группами психоделического оккультного рока 70-х.

## История
Коллектив был образован в 2007 году гитаристом Селимом Лемуши (нидерл. Selim Lemouchi) и назван в честь песни Devil’s Blood шведской блэк-метал группы Watain.
После участия в записи вокала для песни The Graveyard Shuffle, к группе было предложено присоединиться сестре Селима, Фариде (нидерл. Farida Lemouchi).
11 сентября 2009 года группа выпустила первый альбом, The Time of No Time Evermore, на лейбле VÁN Records.
11 ноября 2011 года на этом же лейбле вышел второй альбом, The Thousandfold Epicentre, изданный 17 января в США лейблом Metal Blade Records, после чего группа присоединилась к туру The Decibel Magazine Tour 2012, хэдлайнером которого была польская группа Behemoth. Тур включал в себя 26 концертов в Северной Америке. Внимание общественности привлёк эпизод в городе Сан-Антонио, Техас, когда водитель автобуса группы сбежал, похитив все заработанные деньги. Однако Селим заявил, что группа продолжит гастроли, посетив при этом как можно больше городов.
25 января 2013 года на официальном странице группы в Facebook было объявлено о том, что The Devil’s Blood прекращает своё существование. За этим последовал анонс релиза незаконченного третьего альбома, акустического EP, концертного DVD и живых записей.
4 марта 2014 года Селим Лемуши совершил самоубийство в возрасте 33 лет.

## Дискография

### Студийные альбомы
- 2009 — The Time of No Time Evermore
- 2011 — The Thousandfold Epicentre
- 2013 — III: Tabula Rasa or Death and the Seven Pillars

### EP и синглы
- 2008 — The Graveyard Shuffle 7" single
- 2008 — Come Reap EP
- 2009 — I’ll Be Your Ghost CD/12" single
- 2011 — Fire Burning 7" single

### Демо
- 2007 — Demo 2007

## Музыкальный стиль и влияние
Селим черпал вдохновение в своих убеждениях, которые сам относил к сатанизму. Среди музыкантов, повлиявших на него в плане музыки, он отмечал Слэша из Guns N' Roses.